# Las sierras eléctricas
«Las sierras eléctricas» es una canción de Los Prisioneros, lanzada como sencillo para promover su retorno. Es el único sencillo de Los Prisioneros que no fue incluido en ningún álbum de estudio del grupo. 
Fue escrita y compuesta por Jorge González durante las sesiones de Beaucheff 1435, en 1989, antes de la partida del guitarrista Claudio Narea, para lo que iba a ser el cuarto álbum de la banda. Descartada del disco Corazones (1990), apareció posteriormente en el álbum recopilatorio Ni por la razón, ni por la fuerza de 1996.
En 2001 fue regrabada para oficializar el regreso de la banda tras una década de separación y lanzada como sencillo el 5 de septiembre de ese año, sin mucha difusión.

## Canción
Es una canción crítica del sistema capitalista, al que caracteriza como unas sierras eléctricas que amputan las manos de sus víctimas para despojarlas de sus ganancias y entregárselas a los ricos y poderosos. En una parte de la canción, Claudio Narea interpreta como solo una parte de la canción «Day Tripper» de The Beatles. La versión publicada en Ni por la razón, ni por la fuerza añade una intro con el sample de Louis Armstrong usado al comienzo de «Somos sólo ruido» y también parte de la introducción de «La cultura de la basura» («Y tenemos aquí un disquito simpático para ti, muñeca, que estás solita en tu casa»). La canción fue interpretada en vivo por Los Prisioneros entre 2002 y 2003.